# Leptostylus dealbatus
Leptostylus dealbatus is een keversoort uit de familie van de boktorren (Cerambycidae). De wetenschappelijke naam van de soort werd voor het eerst geldig gepubliceerd in 1857 door Jacquelin du Val.